# Adut Akech
Adut Akech Bior (sinh ngày 25 tháng 12 năm 1999) là một người mẫu người Sudan-Úc. Akech đã ra mắt tuần lễ thời trang với tư cách độc quyền trong chương trình S/S 17 Saint Laurent và tiếp tục trình diễn bế mạc độc quyền cả trong show F/W 17 và S/S 18 của họ. Năm 2018, cô được người mẫu chọn là Người mẫu của năm bởi models.com.

## Thơ ấu
Akech sinh ra ở Nam Sudan, và lớn lên ở Kakuma, Kenya. Cô cô rời Kenya cùng với mẹ đến Adelaide, Úc với tư cách là người tị nạn Nam Sudan khi 7 tuổi. Akech có 5 anh chị em. Akech còn có tên ở Adelaide là "Mary", vì các giáo viên Úc không thể phát âm tên của cô.

## Sự nghiệp
Akech được gia đình cô giới thiệu vào ngành thời trang, và mặc dù đã được các công ty người mẫu địa phương săn lùng nhiều lần ngay khi cô 13 và 14 tuổi, nhưng cô bắt đầu sự nghiệp người mẫu mãi đến năm 16 tuổi, ký hợp đồng với công ty mẹ, Chadwick Model, ở Sydney, Úc. Dấn thân vào ngành công nghiệp thời trang, cô thích dùng tên khai sinh của mình là Adut.
Lần ra mắt đầu tiên của Akech là trong một chương trình thời trang địa phương, cùng dì cô. Sau đó, cô tiếp tục tham gia Tuần lễ thời trang Melbourne, nơi cô chụp ảnh cho buổi casting Saint Laurent tại Tuần lễ thời trang Paris. Sau Tuần lễ thời trang Melbourne, trở về nhà tại thành phố Adelaide, cô nhận được một cuộc gọi từ người đại diện xác nhận cô tham gia show Saint Laurent, và đáp chuyến bay tới Paris một ngày sau đó, ra mắt Tuần lễ thời trang lớn của cô tại buổi trình diễn S / S 17 của Saint Laurent và ký hợp đồng với Elite Model Management tại Paris. Kể từ đó, Akech đã thực hiện 4 chiến dịch và đóng 2 chương trình cho Saint Laurent, 1 chiến dịch và 2 chương trình cho Valentino, 1 chiến dịch cho Zara, và 1 chiến dịch cho Moschino, cũng như đi walk cho Alexander McQueen, Givenchy, Kenzo, Prada, Lanvin, Loewe, Miu Miu, Acne Studios, Tom Ford, Tory Burch, Jason Wu, Bottega Veneta, Anna Sui, Calvin Klein, JW Anderson, Simone Rocha, Burberry, Off-white, Ellery, Jil Sander Giambattista Valli, Proenza Schouler và Versace.
Cô ấy đã chụp các bài biên tập cho American Vogue, British Vogue, Vogue Italia, Vogue Paris, I-D Magazine, Le Monde M Magazine, Modern Matter, Numéro, The Gentlewoman, WSJ., T Magazine và Vogue Australia. Akech đã xuất hiện trên bìa tạp chí cho I-D Magazine, 10 Magazine Australia, Vogue Italia, Vogue UK, Vogue Australia, Portrait, Elle Croatia, L'Officiel Singapore và Le Monde M Magazine. Cô được mời để tham gia Pirelli Calendar, chụp bởi Tim Walker, cùng với Sasha Lane, Lil Yachty, Sean Combs, Whoopi Goldberg, RuPaul, Adwoa Aboah, Naomi Campbell và Slick Woods.
Akech hiện được xếp vào Hot List của models.com.